# 地球以外の天体にある人工物の一覧
地球以外の天体にある人工物の一覧（ちきゅういがいのてんたいにあるじんこうぶつのいちらん、英: List of artificial objects on extra-terrestrial surfaces）は、地球以外の天体にある人工物の一覧である。

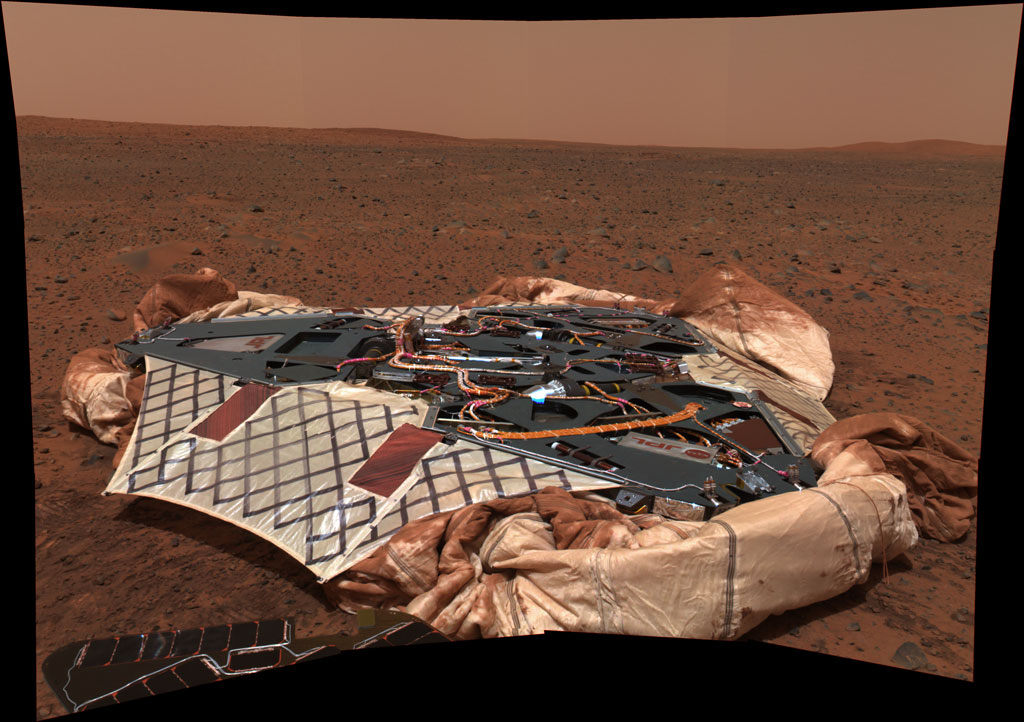
MER-A スピリット火星ランダー/ローバー

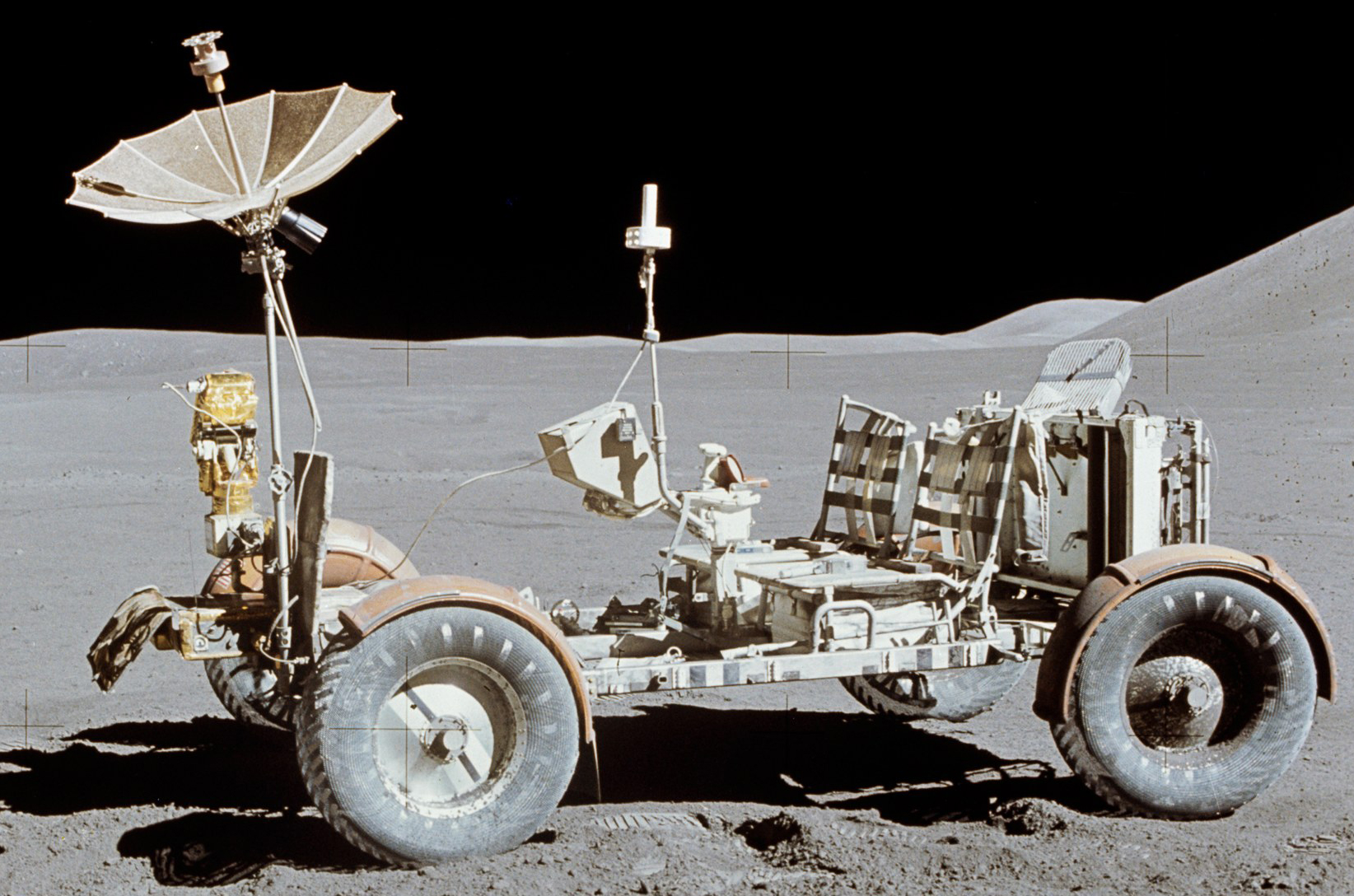
アポロ15号の月面車。月面に放棄された

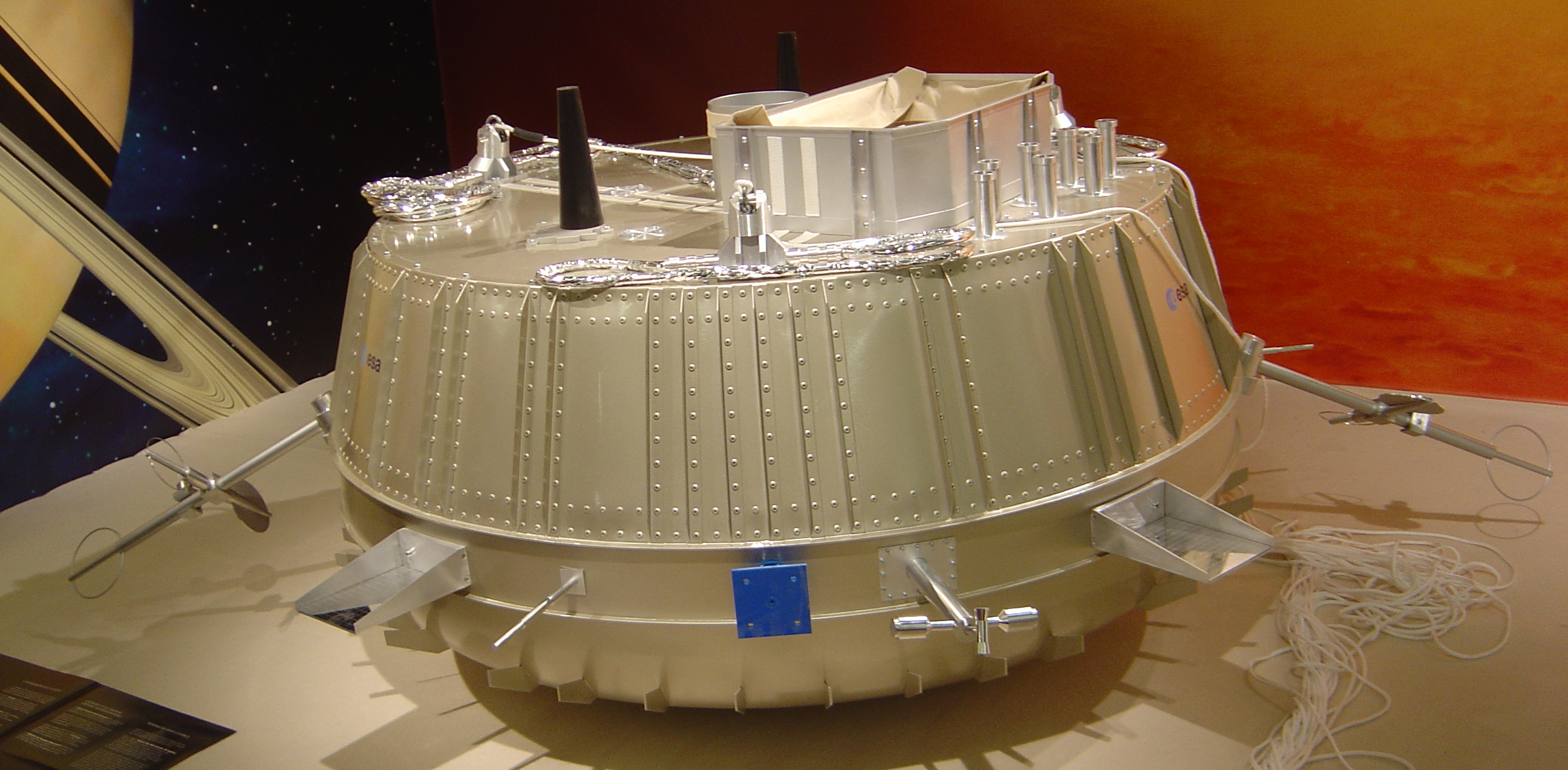
タイタンに着陸したホイヘンス・プローブの模型

 月にある人工物の一覧
 火星にある人工物の一覧
 金星にある人工物の一覧

## 地球以外の太陽系天体にある人工物

### ほとんど無傷で存在する物体
- 小惑星エロス: 2001年2月12日、元々着陸を予定した設計ではなかったものの、NEARシューメーカーが着陸した。
- 衛星タイタン: 2005年1月14日、カッシーニから放出されたホイヘンス・プローブが着陸した。
- 小惑星イトカワ: 2005年11月19日、はやぶさからのターゲットマーカーが着陸した。はやぶさ自身もイトカワに2度着陸したが、離陸して2010年6月13日に地球に帰還している。
- チュリュモフ・ゲラシメンコ彗星: 2014年11月12日、ロゼッタから切り離されたフィラエが着陸した。
- 小惑星リュウグウ:2018年9月22日、はやぶさ2から放出された小型ローバー「ミネルバII」2台、並びに「マスコット」が着陸。10月にはターゲットマーカーが着陸した。はやぶさ2自身もリュウグウに2度着陸したが、離陸して2020年12月6日に地球に帰還している。

### 着陸時に破壊ないしは気化した物体
- 木星: 1995年ガリレオは339キログラムのプローブを木星の大気圏に突入させた。パラシュート補助による降下中に、オーバーヒートしてガリレオとの通信は途絶した。この探査機はその後数時間に融解したと思われる。2003年にはガリレオ自身も木星大気圏に突入した。これは木星の衛星であるエウロパがガリレオに付着した地球の細菌や放射性物質で汚染される可能性を排除するためであった。熱シールドがついていなかったので、分解しながら大気圏に突入した。
- 土星: 2017年9月15日にカッシーニ探査機本体が土星大気圏に突入した。理由はガリレオのケースと同じである。
- テンペル第1彗星: 2005年7月4日、ディープ・インパクトの放出した370キログラムの銅・アルミニウム合金製インパクターが彗星に衝突した。
- チュリュモフ・ゲラシメンコ彗星: 2016年9月30日、フィラエに続きロゼッタが着地した。着陸を示す信号は確認されたものの、ロゼッタには着陸装置がないため機体は破壊されたものと考えられている。

## 地球以外に存在する物質の推定量
| 天体                           | 合計推定量 (kg) |
| ------------------------------ | --------------- |
| チュリュモフ・ゲラシメンコ彗星 | 100             |
| エロス                         | 487             |
| イトカワ                       | 0.591           |
| 木星                           | 2,564           |
| 火星                           | 10,240          |
| 水星                           | 507.9           |
| 月                             | 189,344         |
| リュウグウ                     | 18.5            |
| テンペル第1彗星                | 370             |
| タイタン                       | 319             |
| 金星                           | 22,642          |
| 合計                           | 226,586         |